# Marina Kiehl
Marina Kiehl, nemška alpska smučarka, * 12. januar 1965, München.
Največji uspeh kariere je dosegla na Olimpijskih igrah 1988, kjer je osvojila naslov olimpijske prvakinje v smuku. V svetovnem pokalu je tekmovala sedem sezon med letoma 1981 in 1988 ter dosegla sedem zmag in še enajst uvrstitev na stopničke. V sezoni 1985 je osvojila veleslalomski mali kristalni globus in četrto mesto v skupnem seštevku svetovnega pokala, sezono za tem pa še superveleslalomski mali kristalni globus. 